# Габриэль Бенгстон Оксеншерна
Габриэль Бенгтссон Оксеншерна, 1-й граф Корсхольм и Вааса (швед. Gabriel Bengtsson Oxenstierna; 18 марта 1586, замок Линдхольмен, Вестра-Гёталанд — 12 декабря 1656, поместье Эдсберг, Соллентуна) — шведский государственный деятель, юрист и дипломат. Генерал-губернатор Эстляндии (1611—1617), Финляндии (1631—1633) и Ливонии (1645—1647).

## Биография
Родился 18 марта 1586 года в замке Линдхольмен, Вестра-Гёталанд. Сын Бенгта Габриэльссона Оксеншерны Старшего (1550—1591), советника герцога Карла Седермаландского, Нерке и Вермланда (будущего короля Швеции Карла IX) и его первой жены Сигрид Густавсдоттер. Он осиротел в раннем возрасте.
Как и другие современные члены влиятельной семьи Оксенштерна, Габриэль получил образование за границей и поступил на службу к королю Карлу IX после своего возвращения на родину в 1606 году. Он сохранил королевскую благосклонность во время правления короля Густава Адольфа и был назначен генерал-губернатором Ревеля и шведской Эстонии в 1611 году, впоследствии был назначен тайным советником и мастером артиллерии в 1617 году. Вместе со своими более известными кузенами, лорд-канцлером Акселем Оксеншерной и Габриэлем Густавссоном Оксенштерной, он был назначен ответственным за вооружение шведской армии во время польско-шведской войны и был членом руководящего совета в отсутствие короля. Он получил должность судьи апелляционного судьи (Hovrättsråd) и законоговорителем в провинции Вермланд в 1627 году. Габриэль Оксеншерна входил в состав шведской дипломатической делегации на мирных переговорах с представителями императора Священной Римской империи в 1630 году в Данциге.
В 1631 году Габриэль Оксеншерна был назначен генерал-губернатором Финляндии, продолжив работу своего предшественника Нильса Турессона Бильке по совершенствованию центральной администрации и правовой системы. Он вернулся в Стокгольм после смерти короля Швеции Густава Адольфа, чтобы стать членом регентского совета при новой королеве Кристине в 1633 году, став лордом-верховным казначеем Швеции в 1634 году. Однако канцлер Аксель Оксеншерна и лорд-верховный стюард Габриэль Густавссон Оксеншерна считали его менее подходящим для этой должности, так как он был неопытен в государственной экономике и не мог остановить хищение государственных средств во время регентства. В 1645 году Габриэль Оксеншерна был исключен из состава регентского совета королевой Кристиной по причине достижении зрелости последней.
Королева Кристина назначила Габриэля Оксеншерну генерал-губернатором шведской Ливонии в 1645 году, пост которого он покинул в 1647 году. Он получил от королевы Кристины титулы 1-го графа Корсхольм и Вааса в 1651 году, став одним из крупнейших феодалов в Швеции, и был назначен лордом-верховным адмиралом Швеции в 1652 году, не имея военно-морского опыта.
Он улучшил финансы в своём графстве, но получил многочисленные жалобы от крестьян Остроботнии из-за повышения налогов и требований труда.
70-летний граф Габриэль Бенгтссон Оксеншерна скончался в 1656 году в поместье Эдсберг в современном Соллентуне и был похоронен в церкви Фастерна.

## Семья
В Стокгольме 7 октября 1610 года Габриэль Бенгстон Оксенштерна женился на Анне Густавсдоттер Банер (1585—1656), второй дочери шведского государственного деятеля Густава Банера (1547—1600) и Кристины Свантесдоттер Стуре (1559—1619). Он был отцом одиннадцати детей, среди которых наиболее известны:
- Сигрид Габриэльсдоттер Оксеншерна (1612—1651)
- Габриэль Габриэльссон Оксеншерна (1619—1673)
- Мария Габриэльсдоттер Оксеншерна (1617—1653)
- Анна Габриэльсдоттер Оксеншерна (1620—1691)
- Бенгт Габриэльссон Оксеншерна (1623—1702)
- Густав Габриэльссон Оксеншерна (1626—1693)

Габриэль был старшим сводным братом Бенгта Бенгтссона Оксеншерны (1591—1643) и двоюродным братом Акселя и Габриэля Густавссонов Оксеншерн.
Габриэль Оксеншерна основал линию семьи Оксеншерна (графы Корсхольм и Вааса), единственную ветвь мужской линии, которая все еще существует сегодня.